# Wade C.L. Williams
Wade C.L. Williams är en liberiansk undersökande journalist som arbetar för FrontPageAfrica. Hon har intervjuat krigeherrar och skrivit om diskriminering av homosexuella. Efter att ha skrivit om kvinnlig könsstympning har hon fått mordhot. Hon har mottagit flera priser, och hennes texter han publicerats i flera internationella publikationer, exempelvis i Guardian.